# ما مرد هستیم
ما مرد هستیم (به انگلیسی: We Are Men) یک سریال کمدی موقعیت آمریکایی به کارگردانی راب گرینبرگ است که از در سال ۲۰۱۳  از شبکه سی‌بی‌اس پخش شد.

## مقدمه
پس از اینکه کارتر (کریستوفر نیکلاس اسمیت) در روز عروسی خود ، در محراب توسط عروس ترک شد ، او به یک مجتمع اجاره ای کوتاه مدت نقل مکان کرد.جایی که او یک دوستی با سه مرد طلاق گرفته مسن تر از خود را تشکیل میدهد.

## بازیگران
- کل پن در نقش گیل بارتیس
- کریستوفر نیکلاس اسمیت در نقش کارتر توماس
- جری اوکانل در نقش استوارت استیکلند
- تونی شالهوب در نقش فرانک روسو
- ربکا بریدز در نقش ابی روسو

## توقف پخش
پس از پخش دو قسمت سریال ، به علت بازخورد و عملکرد ضعیفی که داشت ، در اکتبر ۲۰۱۳ سی‌بی‌اس ، لغو پخش این سریال را اعلام کرد.